# Skala Kardaszowa
Skala Kardaszowa – klasyfikacja zaawansowania technicznego cywilizacji, zaproponowana przez rosyjskiego astronoma Nikołaja Kardaszowa w 1964 roku i następnie rozwinięta przez innych. Jako kryterium klasyfikacji Kardaszow przyjął ilość energii wykorzystywanej przez daną cywilizację.

## Poziomy skali
- Typ I – cywilizacja wykorzystująca pełne zasoby energii, dostępne na jednej planecie[1]. Szacowany potencjał takiej cywilizacji obejmuje np. znaczny stopień kontroli nad swoją planetą (np. powstrzymywanie trzęsień ziemi, huraganów), kontrolowanie i wykorzystywanie reakcji termojądrowych. W kontekście podobnych cywilizacji można wspomnieć o kolonizacji kosmosu, sondach von Neumanna, satelicie Dysona–Harropa, sferze Bernala, czy osobliwości technologicznej.
- Typ II – cywilizacja wykorzystująca całą energię emitowaną przez gwiazdę centralną[1]. W kontekście podobnych cywilizacji można wspomnieć o podróżach międzygwiezdnych, pierścieniu Nivena, sferze Dysona, bojowych stacjach kosmicznych zdolnych niszczyć całe planety, czy o superkomputerze Matrioszce. Fizyk Michio Kaku szacuje, że cywilizacja ludzka osiągnie ten poziom w 2800 roku[2]. Fikcyjne cywilizacje takie jak Zjednoczona Federacja Planet z filmów Star Trek oraz Imperium z gry Warhammer 40,000 są właśnie na etapie drugim.
- Typ III – cywilizacja zdolna do wykorzystania zasobów energii całej galaktyki[1]. Taka cywilizacja prawdopodobnie włada galaktyką, energię czerpie z milionów gwiazd, a także np. gwiazd neutronowych i czarnych dziur. Michio Kaku uważa, że cywilizacja ludzka osiągnie ten etap za co najmniej około 100 000 lat[2].

## Inne poziomy
- Typ 0 – nie występuje w oryginalnej skali Kardaszowa. Reprezentantem tego typu jest cywilizacja ziemska. Aby zakwalifikować się do tej grupy, inteligentne stworzenia zamieszkujące daną planetę muszą przejawiać podstawowe umiejętności cywilizacyjne, m.in. muszą być w stanie wieść zorganizowane życie miejskie, posiadać pismo, mieć rozwinięty handel, pewien rodzaj organizacji zajmowanego terytorium i być w stanie wznosić monumentalne budowle za pomocą prostych sposobów. Za przykład jednego z pierwszych takich tworów na Ziemi można uznać cywilizację starożytnego Egiptu, kiedy to powstawały miasta, używano pisma (hieroglify), rozwijano handel oraz budowano monumentalne piramidy i różnego typu świątynie. Według niektórych naukowców na obecnym stopniu rozwoju cywilizacji ludzkość jest bliska przejścia do następnego typu. Według Michio Kaku ludzkość osiągnie kolejny poziom cywilizacyjny w 2100 roku[2].

Kolejne poziomy zostały zaproponowane przez amerykańskiego pisarza fantastyki naukowej Isaaka Asimova.
- Typ IV – cywilizacja zdolna do wykorzystania energii dostępnej w swojej supergromadzie. Taka cywilizacja włada całą supergromadą galaktyk, czerpiąc energię z tysięcy galaktyk. Zdaniem Michio Kaku cywilizacja Q z serialu Star Trek reprezentuje typ IV.
- Typ V – cywilizacja zdolna do wykorzystania energii z całego dostępnego Wszechświata.

Przyjmując istnienie wieloświatów, możliwe jest wyróżnienie dodatkowych poziomów.
- Typ VI – cywilizacja zdolna do wykorzystania energii z wielu wszechświatów. Cywilizacja może zmieniać prawa fizyczne wszechświatów równoległych, a także przemieszczać się między nimi (np. uciec z zapadającego się wszechświata)[3].
- Typ VII – cywilizacja określana jako „boska”, zdolna do kreacji jednego lub więcej wszechświatów. Ilość otrzymywanej energii jest nieskończona, uzależniona tylko od liczby i rozmiarów stwarzanych wszechświatów. Cywilizację można uznać za nieskończoną, nawet jeśli energia tworzonego nowego wszechświata pochłonie całkowitą energię istniejącego.

## Poziomy VI oraz VII w literaturze
Poziomy VI i VII są sporadycznie spotykane w literaturze fantastycznonaukowej; do nielicznych przykładów należy opowiadanie Ostatnie pytanie Isaaca Asimova, a także powieść Ten, który czuwa u wrót Wszechświata Krzysztofa Wiesława Malinowskiego. Pisarzem, który opisuje wiele cywilizacji poziomów VI i VII, jest Stephen Baxter. Cywilizacją VII poziomu jest cywilizacja Konstruktorów opisana w Statkach czasu. Cywilizacją poziomu VI jest z kolei cywilizacja Xeelee, występująca w wielu powieściach cyklu o Xeelee. Także w innych powieściach Baxter wprowadza byty, zdolne do działań odpowiadających cechom cywilizacji typu VI lub VII. Nanawak w książce Adrianny Biełowiec Misja odrodzenie (drugim tomie serii o Kiritianach) jest przedstawicielem VII cywilizacji VII poziomu i opowiada o tym Agrotechowi (człekojaguarowi), na bardzo odległej planecie Tamasul.

## Obecny status cywilizacji na Ziemi
Według wzoru zaproponowanego przez amerykańskiego astronoma Carla Sagana, ludzka cywilizacja jest na etapie 0,72 (jest to wartość w skali logarytmicznej), gdyż wykorzystuje 0,16% całkowitej energii, jaka jest dostępna na Ziemi.
Wzór zaproponowany przez Sagana:
{\displaystyle K={\frac {\log _{10}{P}-6}{10}}}
Wartość K jest kategorią w skali Kardaszowa, a P jest mocą (w watach) wytwarzaną przez cywilizację. Michio Kaku określa ludzką cywilizację jako typ zerowy, który wprawdzie zaczął wykorzystywać zasoby swojej planety, ale nie potrafi ich kontrolować.

## Produkcja energii a skala Kardaszowa (od 1900 roku)
| Rok             | Produkcja energii | Produkcja energii | Produkcja energii | Produkcja energii | Cząstkowa skala Kardaszowa |
| Rok             | EJ/rok            | TW                | Quad/rok          | Mtoe/rok          | Cząstkowa skala Kardaszowa |
| --------------- | ----------------- | ----------------- | ----------------- | ----------------- | -------------------------- |
| 1900            | 21                | 0,67              | 20                | 500               | 0,58                       |
| 1970            | 190               | 6,0               | 180               | 4500              | 0,67                       |
| 1973            | 260               | 8,2               | 240               | 6200              | 0,69                       |
| 1985            | 290               | 9,2               | 270               | 6900              | 0,69                       |
| 1989            | 320               | 10                | 300               | 7600              | 0,70                       |
| 1993            | 340               | 11                | 320               | 8100              | 0,70                       |
| 1995            | 360               | 12                | 340               | 8700              | 0,70                       |
| 2000            | 420               | 13                | 400               | 10000             | 0,71                       |
| 2004            | 440               | 14                | 420               | 10600             | 0,71                       |
| 2010            | 510               | 16                | 480               | 12100             | 0,72                       |
| 2015            | 575               | 18,2              | 540               | 13700             | 0,725                      |
| 2030 (prognoza) | 680               | 22                | 650               | 16300             | 0,73                       |